# Grafton (Illinois)
Pour les articles homonymes, voir Grafton.
Grafton est une ville de l'Illinois, dans le Comté de Jersey aux États-Unis située au confluent du Mississippi avec la rivière Illinois dans la banlieue nord de Saint-Louis.

## Source
- (en) Cet article est partiellement ou en totalité issu de l’article de Wikipédia en anglais intitulé « Grafton, Illinois » (voir la liste des auteurs).